# Qiang Hong
Qiang Hong (chinesisch 钱虹, * 13. Juni 1976) ist eine ehemalige chinesische Badmintonspielerin.

## Karriere
Qiang Hong wurde 1994 Juniorenweltmeisterin im Mixed mit Zhang Wei. Bei der Badminton-Weltmeisterschaft 1997 errang sie Bronze im Damendoppel mit Liu Lu. Im Halbfinale des Doppels schieden sie beim World Badminton Grand Prix 1997 gegen Qin Yiyuan und Tang Yongshu mit 9:15 und 10:15 aus.

## Sportliche Erfolge
| Saison | Veranstaltung              | Disziplin   | Platz | Name                   |
| ------ | -------------------------- | ----------- | ----- | ---------------------- |
| 1994   | Junioren-Weltmeisterschaft | Mixed       | 1     | Zhang Wei / Qiang Hong |
| 1996   | Scottish Open              | Damendoppel | 1     | Liu Lu / Qiang Hong    |
| 1997   | Weltmeisterschaft          | Doppel      | 3     | Liu Lu / Qiang Hong    |
| 1997   | World Badminton Grand Prix | Doppel      | 3     | Liu Lu / Qiang Hong    |